# Abelamové
Abelamové jsou papuánský kmen v Papui Nové Guineji žijící severně od středního toku Sepiku (asi 30 000 osob). Jazyk má řadu dialektů a patří do rodiny ndu. Jsou usedlí zemědělci. Výhradně mužskou záležitostí je pěstování jamů, které je spojeno s řadou tabu. Abelamové nemají vůdce. Jejich hlavou je tzv. velký muž, kterého jednou za pět let volí právem silnějšího.